# Der Corregidor

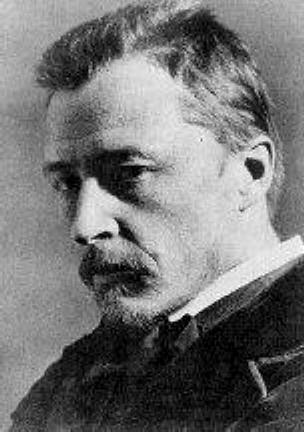
Hugo Wolf

Der Corregidor (Bydomaren) är en opera i fyra akter med musik av Hugo Wolf och libretto av Rosa Mayreder efter Pedro Antonio de Alarcóns berättelse El sombrero de tres picos (Den trekantiga hatten, 1874).

## Historia
Operans tillkomst är nära förbunden med Hugo Wolfs livsförlopp. Som ung var Wolf wagnerian, men föredrog efter 1887 Medelhavets vitalitet. Under sitt sökande efter ett libretto som utspelades i södern, ägnade han sig under sina kortvariga skaparfaser åt att tonsätta lyrik, bedrövad över att inte kunna fullborda något större verk. Men när Wolf 1894 äntligen accepterade Alarcóns ämne - som han ännu 1889 hade refuserat - och baron Lipperheide erbjöd honom en lugn vistelse på slottet Matzern, var det inte längre tal om några skaparproblem. Wolf var klar med sin opera 1895.
Vid denna tid hade Wolf svåra hälsoproblem. Han led av syfilis och sjukdomen hade nått sitt sista stadium, vilket resulterade i pupillstelhet. Hans mentala tillstånd hade dock ännu inte börjat påverkas. Wolf var bekant med tonsättaren och operadirektören Gustav Mahler och försökte övertala denne att låta uppföra  Der Corregidon, men Mahler lyckades avstyra det hela. Kort därefter började Wolf inbilla sig att han själv var operadirektör och blev 1898 slutligen intagen på mentalsjukhus där han avled 1903.
Operans första version uruppfördes 7 juni 1896 på Nationaltheater i Mannheim. 1897 reviderade Wolf operan och den andra versionen hade premiär 29 april 1898 på Stadttheater i Strassburg.

## Personer
- Don Eugenio de Zuniga, bydomare (tenor)
- Donna Mercedes, hans hustru (sopran)
- Juan Lopez, borgmästare (bas)
- Pedro, hans sekreterare (tenor)
- Tonuelo, rättsbetjänt (bas)
- Repela, bydomarhustruns tjänare (bas)
- Tio Lukas, mjölnare (baryton)
- Frasquita, hans hustru (mezzosopran)
- En granne (tenor)
- En duenna i bydomarens tjänst (alt)
- Manuela, Juan Lopez piga (mezzosopran)
- En nattväktare (bas)
- Biskopen (stum roll)
- En dräng (stum roll)
- Biskopens följe, bydomarens och borgmästarens tjänstefolk, rättsbetjänter, musikanter (kör)

## Handling
Andalusien, 1804.
Akt I
Mjölnaren Lukas och hans hustru Frasquita lever lyckliga ihop. Bydomaren uppvaktar mjölnarhustrun, men det äkta paret gör honom till åtlöje. Han svär att hämnas.
Akt II
På bydomarens anmodan blir Lukas på kvällen instämd inför borgmästaren. Under tiden smyger sig bydomaren iväg till Frasquita, men ramlar på vägen dit i vattnet. När han blir närgången mot mjölnarhustrun, springer hon därifrån för att hämta sin make. Den övergivne bydomaren hänger sina kläder på tork och kryper ned i mjölnarens säng. Lukas lyckas smita från borgmästaren genom att dricka honom och hans tjänstemän under bordet.
Akt III
I mörkret går Frasquita och Lukas förbi varandra. Väl hemma finner mjölnaren den avklädde bydomaren i sängen. Han tror att hans hustru har bedragit honom och skall hämnas. Han tar på sig bydomarens kläder och rusar sedan iväg till dennes hustru. Bydomaren tvingas på gott och ont nöja sig med mjölnarens kläder. Nu dyker borgmästaren och hans män upp. De tror att bydomaren är mjölnaren, men Frasquita, som har återvänt hem, intygar att bydomaren inte är hennes make.
Akt IV
Bydomaren kommer hem på morgonen, men blir inte insläppt, eftersom man säger att husets herre redan har gått tills sängs - men det är den till bydomaren utklädde Lukas som befinner sig i huset. Det blir en scen och det hela slutar med att bydomaren får stryk, eftersom man tar honom för den druckne mjölnaren. Bydomarens hustru skyndar inte till sin makes hjälp, utan unnar honom ett kok stryk som straff för hans sidosprång. I själva verket har inget hänt mellan Lukas och bydomarens hustru. De har bara velat lära sina äkta hälfter en läxa. Frasquita får reda på sanningen, hon och Lukas återförenas. Bydomaren tvingas däremot leva i ovisshet.